# Thorleif Holbye
Thorleif H. Holbye (ur. 29 kwietnia 1883 w Oslo, zm. 19 października 1959 tamże) – norweski żeglarz, olimpijczyk, zdobywca złotego medalu w regatach na Letnich Igrzyskach Olimpijskich w 1920 roku w Antwerpii.
Na Letnich Igrzyskach Olimpijskich 1920 zdobył złoto w żeglarskiej klasie klasie 8 metrów (formuła 1907). Załogę jachtu Irene tworzyli również Alf Jacobsen, Kristoffer Olsen, Tellef Wagle i Carl Ringvold.